# Jean Anselme Tilloy
Pour les articles homonymes, voir Tilloy.
L'abbé Jean Anselme Tilloy est un religieux, écrivain catholique et militant antimaçonnique français. Il était doctorant en théologie et chapelain du lycée Louis-le-Grand.

## Biographie
Il était docteur en théologie et en droit canonique puis chanoine de Lorette, il fut vicaire de l’église de Saint Germain l'Auxerrois, aumônier du lycée Louis-le-Grand. Il naquit à Berzieux le 21 avril 1824 et décédait le 15 octobre 1903.
A la fin de sa vie il revint dans le diocèse de Châlons-sur-Marne, dont il était originaire. Enseignant, il avait dirigé à Esternay, l’école libre Saint-Remy instituée par le marquis de La Rochelambert puis l’école libre Saint-Vincent-de-Paul située à Montmirail fondée par Labbé, ancien maire de la ville et le duc de La Rochefoucault entre autres.

## Théories
Pour Tilloy, la Révolution française fut une conspiration maçonnique, des Illuminés de Bavière et des élites juives. Il signala une collusion entre Mirabeau, Moses Mendelssohn et les Illuminés de Bavière à Berlin avant la Révolution.
Antisémite, il a remporté le premier prix, ex æquo avec l'abbé Jacquet, du concours organisé en 1896 par La Libre Parole sur l'étude « des moyens pratiques d'arriver à l'anéantissement de la puissance juive en France ».

## Œuvres
- Mon baptême, A. Cattier, (1907).
- Cours de conférences religieuses faites aux élèves de la 1re division du lycée Louis-le-Grand, Palmé (1879)
- Vie du Frère Philippe Mathieu Bransiet, A. Cattier, (1901)
- Vie et mort de Auguste Simon, sous-directeur de l'École normale de Châlons, Impr. de l'Œuvre de Saint-Paul (1883)
- Avec Mgr François-Louis-Michel Maupied, Encyclopédie contemporaine de la science sacrée
- La Confirmation, A. Cattier (1900).
- Mois du Saint-Rosaire, dévotion à la Sainte Vierge, A. Cattier (1903)
- Vie populaire de saint Jean-Baptiste de La Salle, M. Cattier (1922)
- Le Péril judéo-maçonnique, le mal, le remède..., Librairie antisémite, (1897)
- Essai de conciliation entre l'Église latine et l'Église grecque non unie, thèse...', C. Douniol (1864)
- Dévotion au Sacré-Cœur et Mois du Sacré-Cœur, A. Cattier (1901)
- Étrennes spirituelles, A. Cattier (1899)
- Saint Tarcisius, l'enfant de la sainte Eucharistie, A. Cattier (1904)
- Dieu et l'âme devant la critique contemporaine, Raveau-Dartois (1869)
- Album des sanctuaires de Rome, Bureaux de l'Enseignement catholique (1866)
- Le Très honoré frère Joseph Joseph-Marie Josserand, 1823-1897, A. Cattier (1900)
- Vie de la Sainte Vierge, mois de Marie en exemples, A. Cattier (1899)
- La Vie et la mort de S.E. le cardinal Morlot, archevêque de Paris sa biographie, sa maladie.., A. Bourgeois de Soye, (1863)
- La Confession, ou le Sacrement de pénitence, A. Cattier (1900)
- La Communion|Sainte Communion, A. Cattier (1901)
- Traité théorique et pratique de droit canonique. Nouvelle édition, amendée et appropriée par sa forme didactique à l'enseignement classique des séminaires... contenant... les modifications introduites par le droit concordataire des églises de France et les dispositions de la législation civile qui sont contraires au droit commun et au droit particulier, A. Savaète (1902).
- Vie de Ste Marthe, A. Cattier (1899)
- Saint Tarcisius, l'enfant de la sainte Eucharistie, A. Cattier (1908)
- Constant Clause, ou le Modèle des serviteurs de culture, Impr. de Soussens (1878)
- Les Fils mal élevés de la famille moderne, le mal et le remède, Delhomme et Briguet (1887)
- Les Églises orientales dissidentes et l'Église romaine, réponse aux neuf questions de M. Soloview, Téqui (1889)
- Évangiles des dimanches et fêtes, annotés,
- Une fleur des champs Louise Guillain, sa vie et sa mort, Impr. de F. Levé (1882)
- Traité de l'administration temporelle des paroisses, d'après Mgr Affre, ... Édition revue, corrigée, et indiquant les dispositions récentes de la législation et particulièrement de la loi de 1884, Berche et Tralin (1889)
- Les Schismatiques démasqués par l'exposition raisonnée de la doctrine catholique sur les projets de schisme Église nationale, institution des évêques par les métropolitains, intrusion des sujets nommés aux évêchés vacants, etc., V. Palmé (1861)